# Lakeway

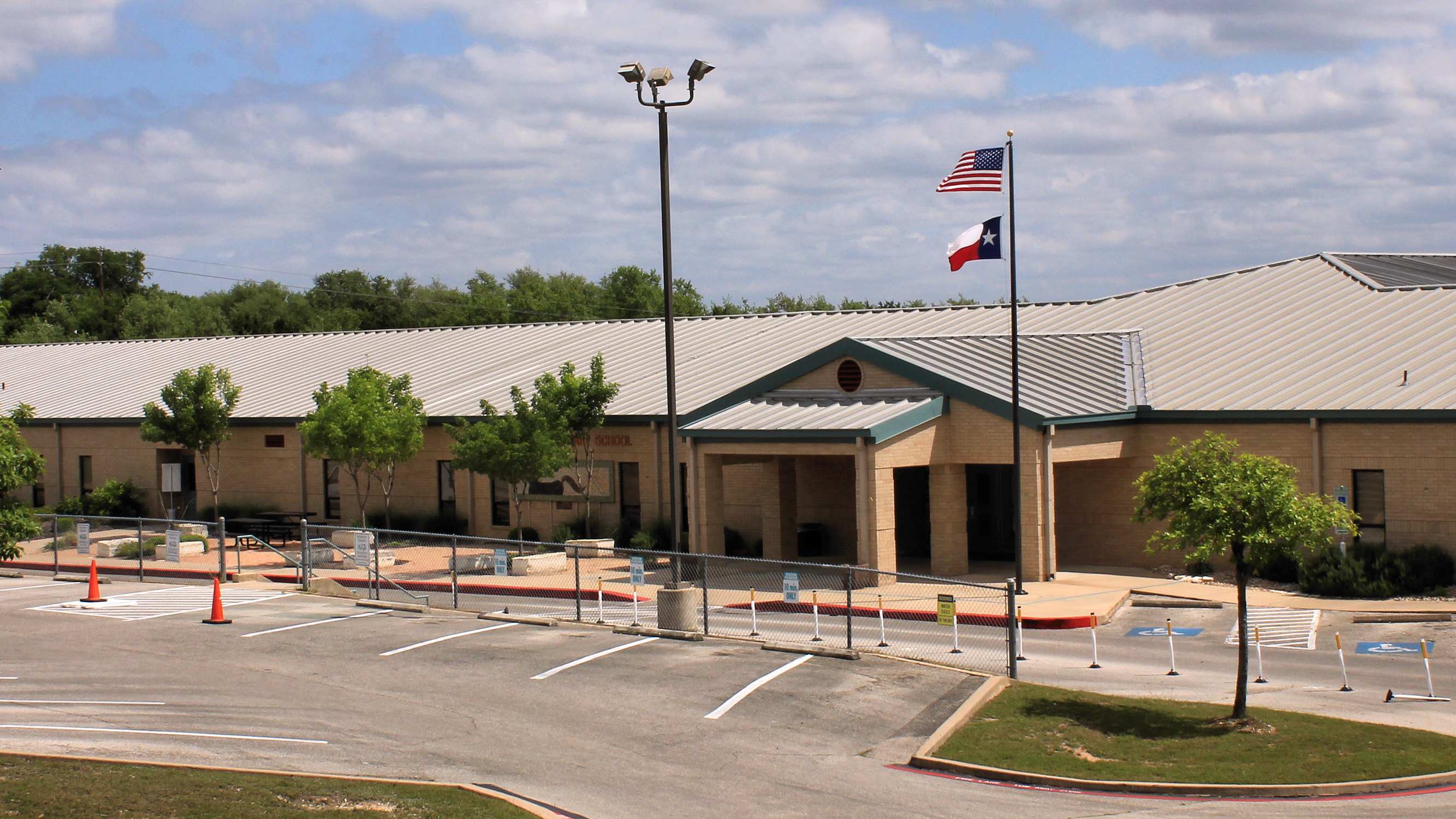
École primaire Lakeway

La ville de Lakeway est située dans le comté de Travis, dans l’État du Texas, aux États-Unis. Sa population s’élevait à 11 391 habitants lors du recensement de 2010.

## Source de la traduction
- (en) Cet article est partiellement ou en totalité issu de l’article de Wikipédia en anglais intitulé « Lakeway, Texas » (voir la liste des auteurs).